# Rosenthal
Rosenthal település Németországban, Hessen tartományban. Lakosainak száma 2111 fő (2023. december 31.).

## Népesség
A település népességének változása:
| Lakosok száma | 2215 | 2188 | 2177 | 2148 | 2137 | 2111 |
|               | 2016 | 2017 | 2019 | 2021 | 2022 | 2023 |